# Drakes venture
Drakes venture is het eerste soloalbum van Steve Jolliffe. Jolliffe was na zijn korte periode binnen Tangerine Dream (TD) muzikaal aan het zwerven. Na zijn vertrek uit die band, die elektronische muziek speelde, nam hij The Bruton Suite op voor een release op Virgin Records (platenlabel van TD destijds), maar het album belandde op de plank. Jolliffe kreeg vervolgens het verzoek muziek te schrijven bij de film Drake’s Venture van Westward Television over de ontdekkingreizen van Francis Drake, die 28 december 1980 werd uitgezonden. John Thaw speelde daarin Drake. Voor fans van Jolliffes bijdrage aan TD was geen grotere omkeer in zijn muziek mogelijk. TD bevond zich toen op haar hoogtepunt in haar Virgin Years met een enorme bagage aan elektronische synthesizerapparatuur. Drakes venture is een terugkeer naar renaissancemuziek, eenvoudig voor wat betreft opzet en weinig dynamiek en veelvuldig gebruik van akoestische instrumenten.
Drakes venture is uitgebracht in de Verenigde Staten op het kleine platenlabel Atlantis en dan nog in een beperkte oplage. In 2009 volgde een cd-ruitgave door de artiest zelf, Atlantis is dan al jaren verdwenen.

## Musici
- Steve Jolliffe – synthesizers, dwarsfluit hobo, kromhoorn, klarinet, trompet

## Muziek

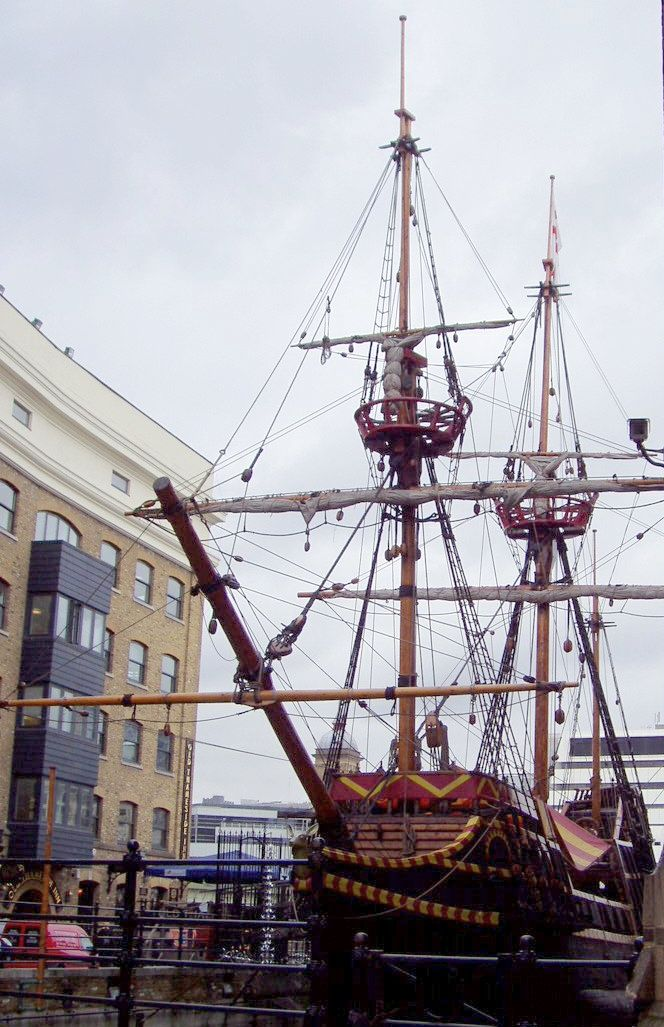
Drakes schip Golden Hind

| Nr. | Titel                        | Duur |
| --- | ---------------------------- | ---- |
| 1.  | Crumhorns                    | 1:59 |
| 2.  | Drakes cabin                 | 3:54 |
| 3.  | The dance (trompetversie)    | 1:57 |
| 4.  | Renaissance flute 1          | 0:40 |
| 5.  | Deep waters                  | 3:05 |
| 6.  | Thomas Hardy                 | 4;13 |
| 7.  | Renaissance flute 2          | 0:54 |
| 8.  | Tension                      | 2:40 |
| 9.  | The dance (dwarsfluitversie) | 2:36 |
| 10. | Elizabeth                    | 1:31 |
| 11. | Titles                       | 3:02 |